# Země Česká
Země Česká (německy Land Böhmen) byl v letech 1918–1948 oficiální název Čech, jakožto jedné ze samosprávných zemí Československé republiky, a v letech 1939–1945 země Protektorátu Čechy a Morava. Země Česká byla republikánským nástupcem Českého království. Metropolí Čech byla i nadále Praha, v níž sídlily nejen zemské orgány, ale i parlament a vláda nově vzniklého Československa.

## Politicko-správní dějiny

### Období první republiky
Územní soudržnost země byla vzápětí po vzniku Československa (28. října 1918) vážně ohrožena separatistickou akcí německých poslanců, kteří v pohraničí vyhlásili 29. a 30. října 1918 odbojné celky požadující nezávislost na Československu a připojení k Německému Rakousku. Na území Čech zasahovaly tyto celky:
- Německé Čechy (Deutschböhmen) – severozápad a sever Čech, s centrem v Liberci
- Sudetenland – severovýchod Čech včetně Orlických hor, sever Moravy a západ Českého Slezska, s centrem v Opavě
- Šumavská župa (Böhmenwaldgau) – jihozápad a jih Čech, s centrem ve Vimperku. Představitelé tohoto celku deklarovali spojitost s Horním Rakouskem.

Mimo tyto celky stálo Novobystřicko, rovněž osídlené sudetskými Němci, které se přičlenilo přímo k Dolním Rakousům. Československo obnovilo územní integritu s těmito celky i Novobystřickem bleskovou vojenskou akcí a během listopadu a prosince 1918 byly tyto oblasti prakticky bez odporu obsazeny a přestaly existovat.
Hranice země České byly pak takřka totožné s hranicemi Čech (království) v rámci Rakouska-Uherska; až 31. července 1920 se území zvětšilo o 113 km², když bylo k Československu připojeno dříve rakouské Západní Vitorazsko. K 1. lednu 1925 pak byla země ještě nepatrně rozšířena o dosud moravské katastrální území Nedvězíčko.
V čele země České stála do 13. listopadu 1918 původní Zemská správní komise království Českého, ustavená již roku 1913 na základě Anenských patentů. 13. listopadu 1918 byl tento správní orgán zrušen a nahrazen nově zřízeným zemským správním výborem pro Čechy. Zemský úřad země České nesl název Zemská politická správa pro Čechy a jednalo se o orgán, který nahradil zrušené místodržitelství v království Českém. V čele zemské správy stál prezident zemské správy politické. Takto byly Čechy spravovány do 30. listopadu 1928.

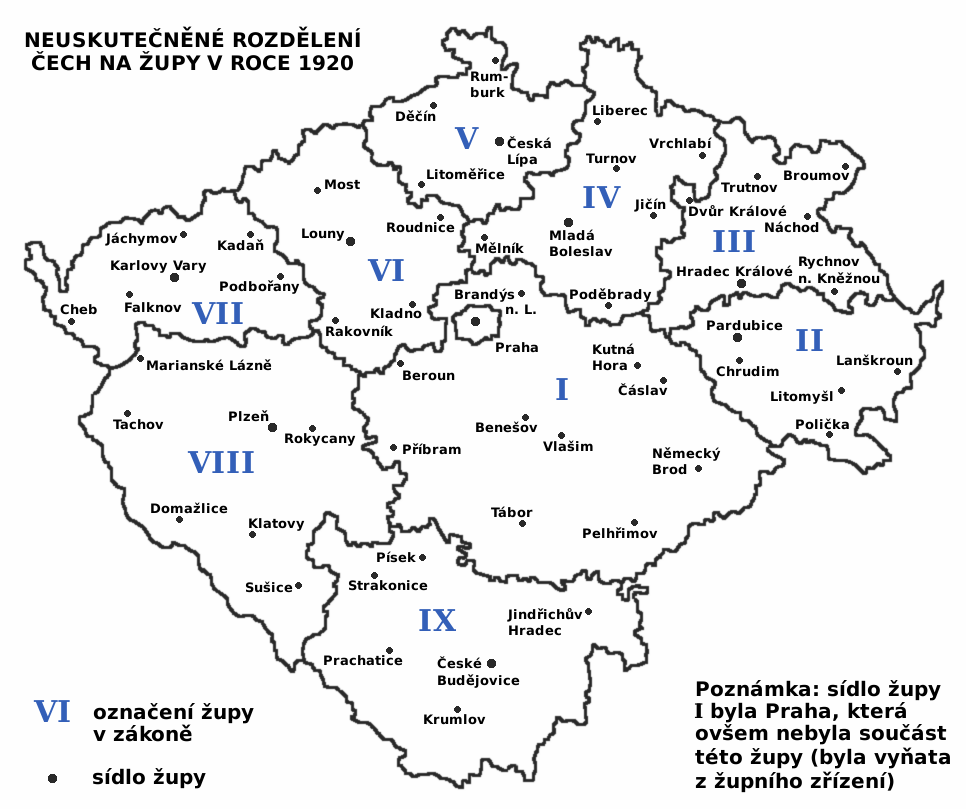
Nerealizované členění Čech na župy podle zákona o župním členění z roku 1920

Podle ústavy nově vzniklé Československé republiky, přijaté 29. února 1920, již Čechy neměly žádnou autonomii, ani zemský sněm (ten byl ostatně rozpuštěn již roku 1913 tzv. Anenskými patenty) či jiný zákonodárný orgán, ale zůstaly jí její dosavadní zemské zákony, pokud nebyly zrušeny. Podle ústavy veškerá zákonodárná moc v republice náležela dvoukomorovému Národnímu shromáždění republiky Československé, složenému z poslanecké sněmovny a senátu, zároveň bylo potvrzeno zrušení zemských sněmů. Tatáž ústava také navrhla nové administrativní členění státu na menší župy, které by zcela nahradily stávající členění na země. Členění na župy pak určil zákon „o zřízení župních a okresních úřadů v republice Československé“ ze dne 29. února 1920. Hranice Čech by však byly i nadále plně respektovány. Toto členění však nakonec vůbec nevstoupilo v platnost a tak země Česká i nadále existovala.
Roku 1927 pak byla myšlenka nahradit zemské členění župním zcela opuštěna. Zákonem „o organisaci politické správy“ ze dne 14. července 1927 se s platností od 1. prosince 1928 obnovily v nové formě zastupitelské orgány zemí. Země Česká byla nyní spravována těmito orgány:
- zemské zastupitelstvo, složené z 80 obyvatelstvem volených členů a 40 vládou jmenovaných členů, jež bylo normotvorným orgánem[4]
- zemský výbor, jež byl výkonným orgánem, složeným z 12 členů a 12 náhradníků
- zemský úřad

V čele všech těchto tří orgánů, stejně jako v čele zemských komisí stál československým prezidentem jmenovaný zemský prezident. Čechy se tak dále členily jen na hlavní město Prahu, politické a soudní okresy.

### Od Mnichovské dohody do roku 1948
Po Mnichovské dohodě z 29. září 1938 se rozloha země České zmenšila na 32 441 km². Pohraniční území Čech zabraná nacistickým Německem byla v rámci Německa administrativně rozdělena mezi Sudetskou župu (západ, severozápad, sever a severovýchod území), Bavorsko (severozápad Šumavy), Hornodunajskou župu (jihovýchod Šumavy) a Dolnodunajskou župu (jihovýchodní Čechy). V období druhé republiky pak byla zemská zastupitelstva v Československu dne 13. ledna 1939 rozpuštěna.
Dne 15. března 1939 byl zbytek území země České a sousední Moravskoslezské země obsazen wehrmachtem, a následující den zde Adolf Hitler vyhlásil Protektorát Čechy a Morava, v němž i nadále tvořila okleštěná země Česká samostatný správní útvar. Dále se zmenšilo území Čech, když protektorátní vláda svým nařízením ze dne 26. září 1940 připojila některé okrajové oblasti na východě Čech v oblasti Českomoravské vrchoviny od 1. listopadu 1940 k zemi Moravskoslezské. Ke stejnému datu vstoupilo v platnost i související vládní nařízení také ze dne 26. září 1940, jímž se měnilo vymezení několika politických okresů, přičemž se jiné politické okresy rušily. Důvodem pro tyto změny zemské hranice byl především tlak obyvatelstva německého ostrůvku na Jihlavsku. K zemi Moravskoslezské tak byly připojeny soudní okresy Polná, Štoky (k němuž byla připojena východní část soudního okresu Německý Brod), které byly začleněny do politického okresu Jihlava; soudní okres Přibyslav (k němuž byla připojena i severovýchodní část soudního okresu Německý Brod), který byl začleněn do politického okresu Nové Město na Moravě; protektorátní část politického okresu Jindřichův Hradec, který byl začleněn k nově zřízenému politickému okresu Telč (okresní úřad sem byl přeložen z Dačic, které sice ještě náležely k protektorátu, ale byly těsně u jeho hranic); a jihovýchodní část politického okresu Polička, která byla v rámci země Moravskoslezské začleněna do soudního okresu Kunštát v politickém okrese Boskovice.
Po druhé světové válce pak byla země Česká obnovena v hranicích, jaké měla k 29. září 1938. Do čela Čech byl nyní postaven nepřímo volený zemský národní výbor (ZNV) v čele s předsedou. Podle § 2a odst. 4 vládního nařízení č. 4/1945 Sb., ve znění vládního nařízení č. 44/1945 Sb., již však byla Praha podřízena československé vládě namísto orgánů země České, ale až do nahrazení zemského zřízení kraji k 1. lednu 1949 nedošlo k naplnění tohoto ustanovení předpokládaným prováděcím předpisem, a tak i nadále Praha podléhala orgánům země České.

### Zrušení země České
Na základě radikální komunistické správní reformy z roku 1948 pak byla země Česká k 1. lednu 1949 zrušena a rozdělena mezi nové centralisticky spravované kraje, které již nerespektovaly její historicky vzniklé hranice. Celým svým územím ležely v Čechách kraje Plzeňský, Karlovarský, Liberecký, Ústecký, Pražský a Hradecký; kraje Českobudějovický a Pardubický zasahovaly částečně i na historické území Moravy, kdežto naopak moravské kraje Jihlavský a Brněnský zasahovaly do Čech (jihlavský téměř z poloviny).

## Správní členění

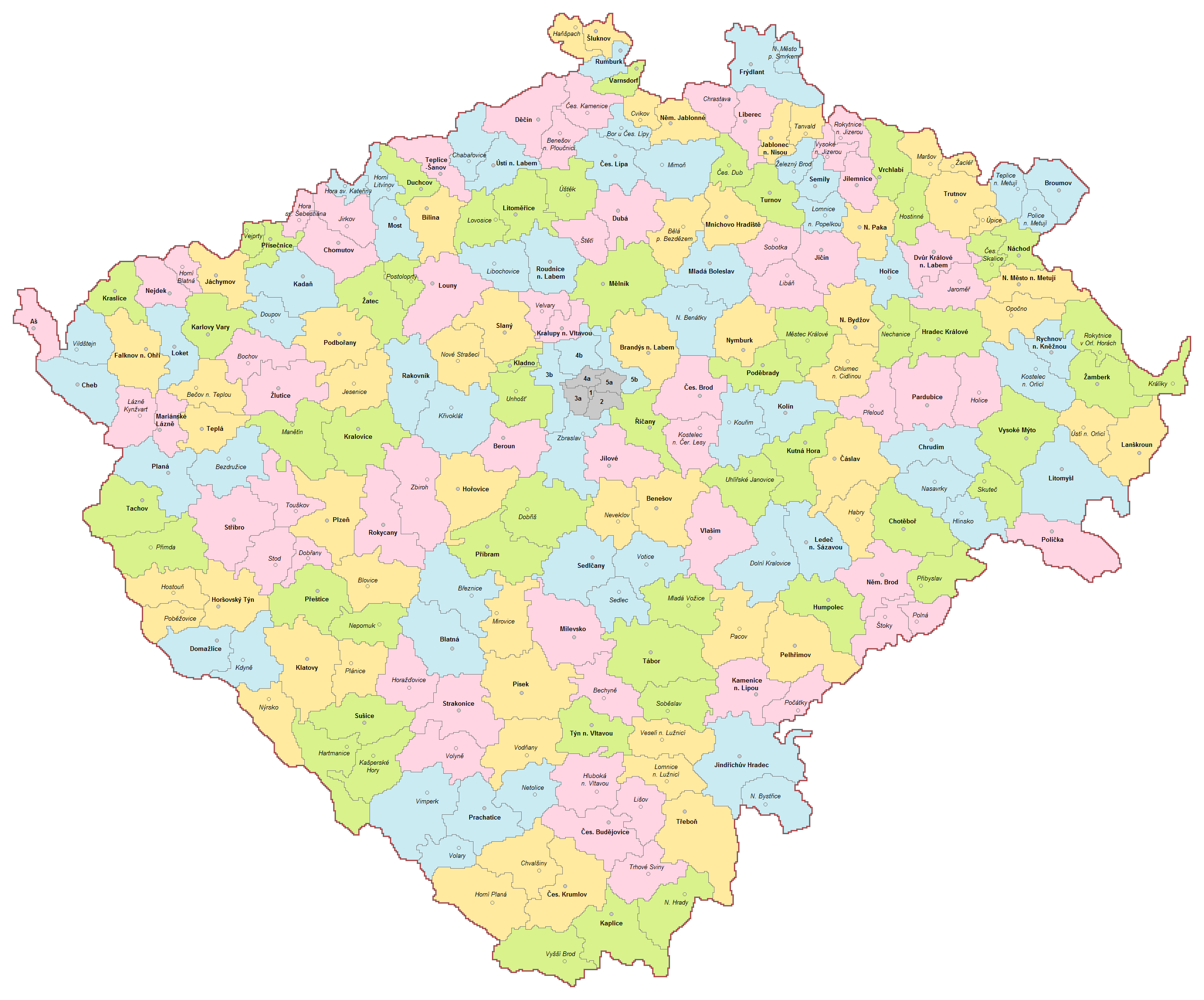
Politické a soudní okresy roku 1938

- politické okresy:[13][14] Aš, Benešov, Beroun, Bílina, Blatná, Brandýs nad Labem, Broumov, Čáslav, Česká Lípa, České Budějovice, Český Brod, Český Krumlov, Děčín, Domažlice, Dubá, Duchcov, Dvůr Králové, Falknov nad Ohří, Frýdlant, Horšovský Týn, Hořice (od 1. října 1935[15]), Hořovice, Hradec Králové, Humpolec, Cheb, Chomutov, Chotěboř, Chrudim, Jablonec (později přejmenován na Jablonec nad Nisou), Jáchymov, Jičín, Jilemnice, Jílové, Jindřichův Hradec, Kadaň, Kamenice nad Lipou, Kaplice, Karlovy Vary, Kladno, Klatovy, Kolín, Kralovice, Kralupy nad Vltavou, Kraslice, Kutná Hora, Lanškroun, Ledeč, Liberec-venkov (do roku 1923 a od roku 1945, v letech 1923–1938 politický okres Liberec), Litoměřice, Litomyšl, Loket, Louny, Mariánské Lázně, Mělník, Milevsko, Mladá Boleslav, Mnichovo Hradiště, Most, Náchod, Nejdek, Německé Jablonné (později přejmenováno na Jablonné v Podještědí), Německý Brod (později přejmenován na Havlíčkův Brod), Nová Paka, Nové Město nad Metují, Nový Bydžov, Nymburk, Pardubice, Pelhřimov, Písek, Planá, Plzeň (do roku 1942), Podbořany, Poděbrady, Polička, Praha-venkov (do roku 1942), Prachatice, Přeštice, Příbram, Přísečnice, Rakovník, Rokycany, Roudnice, Rumburk, Rychnov nad Kněžnou, Říčany, Sedlčany, Semily, Slaný, Strakonice, Stříbro, Sušice, Šluknov, Tábor, Tachov, Teplá, Teplice, Trutnov, Třeboň, Turnov, Týn nad Vltavou, Ústí nad Labem, Varnsdorf, Vlašim, Vrchlabí, Vysoké Mýto, Žamberk, Žatec, Žlutice

- politické okresy existující před 1. lednem 1922, které zanikly v důsledku vzniku Velké Prahy: Karlín, Nusle, Smíchov, Vinohrady, Žižkov

- politické okresy zřízené roku 1942:[16] Praha-venkov-jih, Praha-venkov-sever, Plzeň-venkov

- politické okresy zřízené roku 1945:[17] Liberec-venkov, Jaroměř, Dobruška (území bývalého politického okresu Nové Město nad Metují), Ústí nad Orlicí (území bývalého politického okresu Lanškroun), Vejprty (území bývalého politického okresu Přísečnice)

- statutární města: Liberec (před 16. dubnem 1923 a znovu od roku 1945[17]), Plzeň (od roku 1942[18]), hlavní město Praha

## Nejvyšší zemští představitelé

### Prezidenti zemské správy politické
- Jan Kosina (1918–1926)
- Hugo Kubát (1926–1928)

### Zemští prezidenti
- Hugo Kubát (1928–1932)
- JUDr. Josef Sobotka (1933–1939)
- Richard Bienert (1939–1942)
- Horst Naudé (úřadující viceprezident; 1942–1945)

### Předsedové zemského národního výboru
- Ladislav Kopřiva (1945–1948)